# دوري الدرجة الأولى الغامبي 2003-04
دوري الدرجة الأولى الغامبي 2003-04 هو موسم من دوري الدرجة الأولى الغامبي. أشرف على تنظيمه اتحاد غامبيا لكرة القدم، وكان عدد الأندية المشاركة فيه 10، وفاز فيه نادي واليدان.